# New Edition
New Edition är en amerikansk R&B-grupp från stadsdelen Roxbury i Boston, Massachusetts som bildades 1978. Gruppen hade sin stora popularitetstid under 1980-talet. När de började bli som kändast 1983 så bestod gruppen av Ricky Bell, Michael Bivins, Ronnie DeVoe, Bobby Brown och Johnny Gill. Senare så blev även Ralph Tresvant medlem i gruppen. Deras tidiga hits var "Candy Girl", "Cool It Now" och "Mr. Telephone Man". Tresvant var huvudsångaren på de flesta av deras låtar.